# Jordi Díez Fernández
Jordi Díez Fernández (Valladolid, 5 de marzo de 1966) es un escultor contemporáneo español, cuyo trabajo actual se caracteriza principalmente por la creación de esculturas en acero inoxidable. Su obra gira en torno a la expresión figurativa humana.

## Biografía
En 1993 abre su primer taller en la localidad madrileña de Fresnedillas de la Oliva, y tres años después en Barcelona, en el barrio artístico del Pueblo Nuevo, trasladándose  cuatro años después a la localidad barcelonesa de Centellas, donde se encuentra en la actualidad.
Tiene obra expuesta públicamente en ciudades como París, Lyon, Utrera y Madrid, entre otras.

## Exposiciones
- Barroco: teoría, contemplación, experiencia en el Cuartel Conde Duque de Madrid , en 2005
- Galería Otto en Madrid, 2006
- Art Madrid 2007
- La Nación Soberana. Proclamas y bandos de 1808, en la Real Casa de Correos de Madrid, en 2008.
- L’Alberguería de Vic, 2013
- Museu de Valls, 2013
- Art Bassel, 2014
- Villa del Arte 2014 - 2015
- A.R.T - Art Revolution Taipei, 2015